# Observatorul Dinamicii Solare

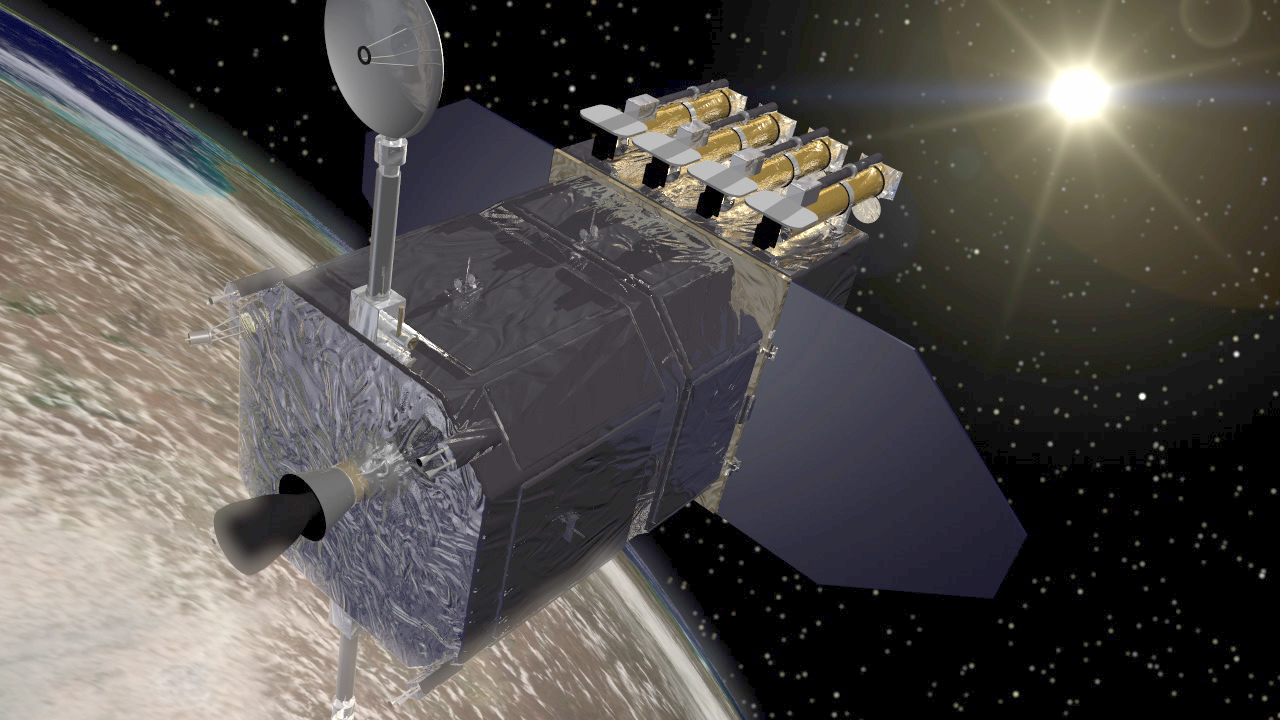
Satelitul Observatorului Dinamicii Solare

Observatorul Dinamicii Solare (din engleză Solar Dynamics Observatory (SDO)) este o sondă spațială („misiune”) a organizației americane NASA care va observa Soarele ceva mai mult de 5 ani. A fost lansată la 11 februarie 2010, făcând parte din programul Living With a Star (LWS).

## Scopul programului LWS
Scopul programului este de a acumula cunoștințele științifice necesare prelucrării eficiente a tuturor aspectelor sistemului Soare–Pământ care influențează direct societatea și viața pe Terra. Sunt necesare mai multe cunoștințe despre influența Soarelui asupra Pământului și a vecinătății sale, prin analiza atmosferei solare pe domenii mici, pe durate scurte, simultan în mai multe lungimi de undă. SDO va studia:
- sursele și structura câmpului magnetic solar;
- modul în care energia magnetică este stocată, transformată și emanată în heliosferă și spațiul din jurul Pământului („vântul solar”);
- particulele energetice;
- variațiile iradierilor Soarelui.[2]

## Imagini

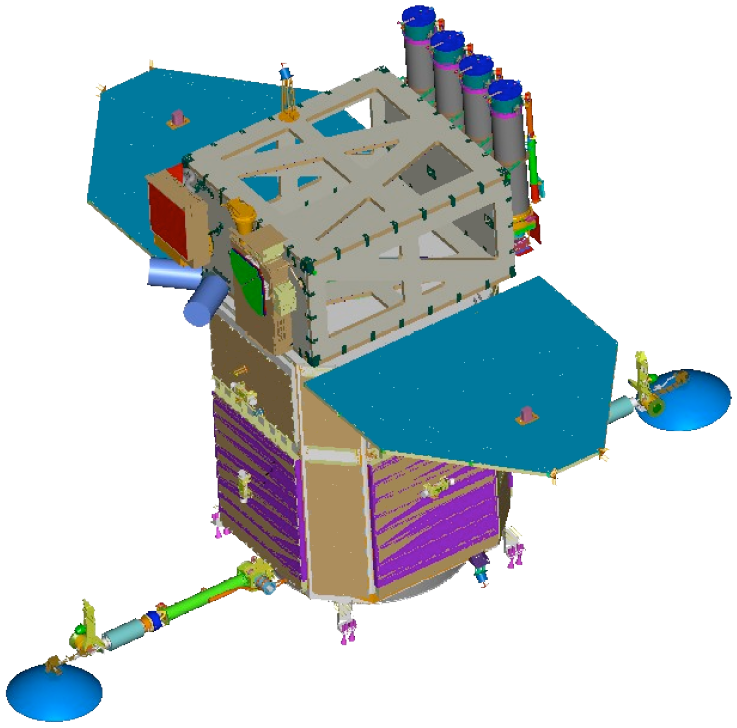
Schema tridimensională a ODS
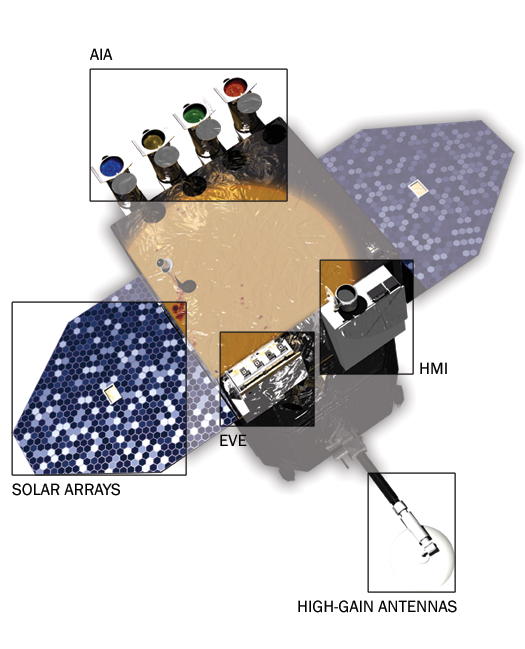
Instrumentele ODS
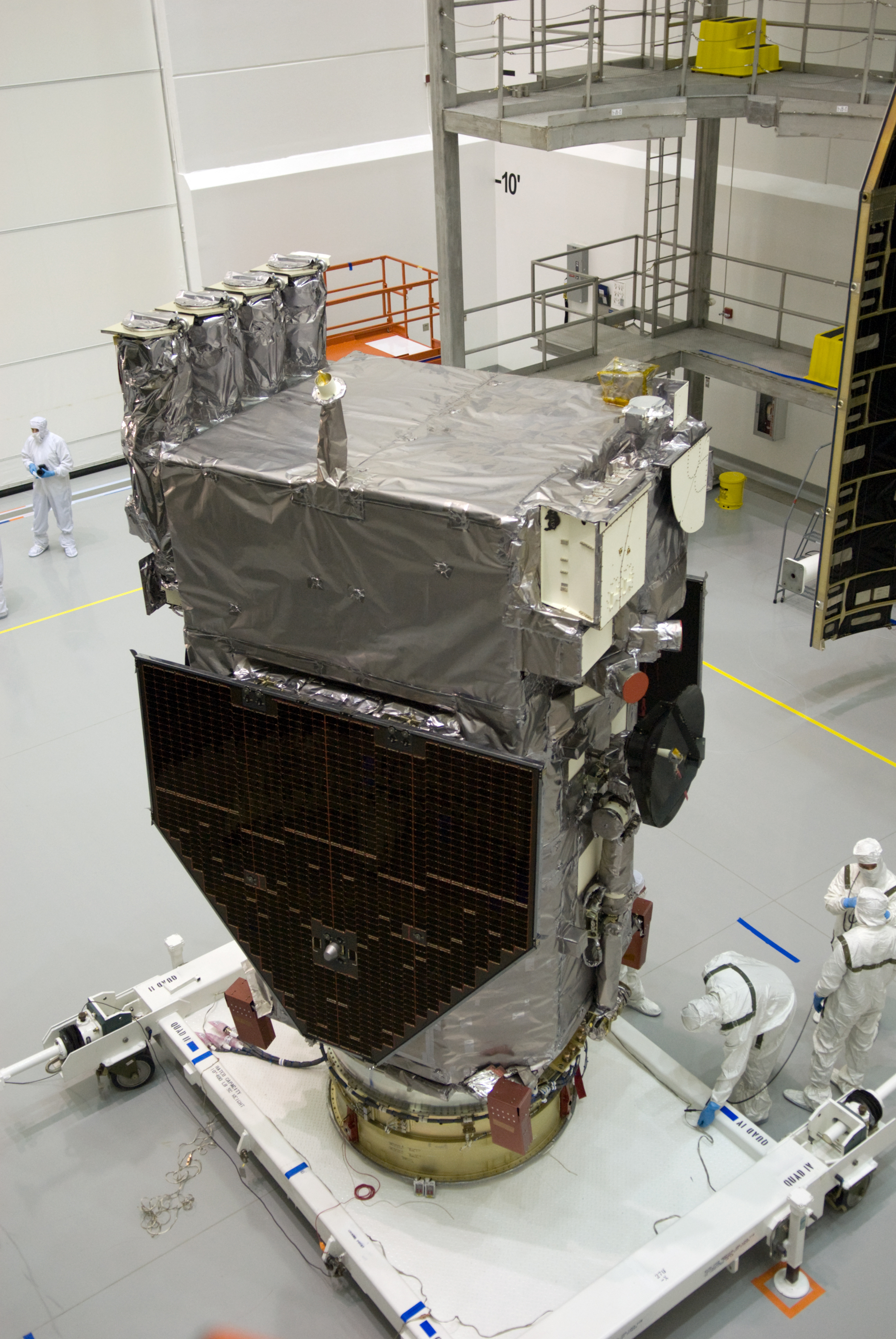
ODS pregătit pentru plasarea pe racheta Atlas